# Nikita Sergeyevich Mikhalkov
Nikita Sergeyevich Mikhalkov (tiếng Nga: Ники́та Серге́евич Михалко́в; sinh ngày 21 tháng 10 năm 1945) là một nhà làm phim và diễn viên người Nga. Ông là Chủ tịch Liên đoàn nhà quay phim Nga. Mikhalkov đã ba lần nhận Giải thưởng Nhà nước Liên bang Nga (1993, 1995, 1999) và Huân chương "Vì công trạng cho Tổ quốc" tất cả các hạng.
Nikita Mikhalkov đã giành giải Sư tử vàng của Liên hoan phim Venice (1991) và được đề cử giải Oscar (1993) trong hạng mục "Phim nói tiếng nước ngoài hay nhất" cho bộ phim Gần với địa đàng. Ông thắng giải Oscar (1995) ở hạng mục "Phim nói tiếng nước ngoài hay nhất" và Giải thưởng lớn của Liên hoan phim Cannes (1994) cho bộ phim Cháy bỏng dưới ánh mặt trời. Mikhalkov đã nhận được giải "Sư tử đặc biệt" của Liên hoan phim Venice (2007) vì những đóng góp của ông cho điện ảnh và được đề cử giải Oscar (2008) trong hạng mục "Phim nói tiếng nước ngoài hay nhất" cho bộ phim 12.

## Danh sách phim đạo diễn
- Devochka i veshchi (1967) (phim ngắn)
- Và tôi về nhà (1968) (phim ngắn)
- Ngày tĩnh lặng khi tàn cuộc chiến (1970) (phim ngắn)
- Sống trong nhà giữa những kẻ lạ (1974)
- Nô lệ tình yêu (1976)
- Mảnh còn thiếu của cây dương cầm tự động (1977)
- Năm buổi tối (1978)
- Vài ngày trong đời I.I. Oblomov (1980)
- Tình ruột thịt (1981)
- Không nhân chứng (1983)
- Đôi mắt huyền (1987)
- Đi nhờ xe (1990)
- Gần với địa đàng (1992)
- Nhớ Chekhov (1993)
- Anna: 6 - 18 (1993)
- Cháy bỏng dưới ánh Mặt Trời (1994)
- Người thợ cạo Siberia (1998)
- 12 (2007)
- Cháy bỏng dưới ánh Mặt Trời 2: Di tản (2010)
- Cháy bỏng dưới ánh Mặt Trời 2: Chiến lũy (2011)
- Say nắng (2014)[1]
- Khẩu súng lục sô cô la (2019)